# Phaegoptera depicta
Phaegoptera depicta là một loài bướm đêm thuộc phân họ Arctiinae, họ Erebidae.